# Giorgio Vanni
Giorgio Vanni (Milão, Itália, 19 de agosto de 1963) é um compositor e guitarrista italiano.

## Biografia

### 1963-1995: Início, o álbumTomatoeGrande Cuore
Giorgio Vanni nasceu em Milão em 19 de agosto de 1963 e cresceu em San Giuliano Milanese. Ele se aproxima da música muito cedo graças aos seus pais que eram amantes da música. Em 1976, aos 13 anos, forma sua primeira banda chamada Luti's Band. Dois anos depois ele entra em contato com a música reggae graças ao Babylon by Bus, de Bob Marley .
Em 1980, ele forma seu primeiro grupo profissional de pop-rock chamado Tomato com Paolo Costa e Claudio D'Onofrio.
Em 1991, depois que Giorgio e a banda trabalharam com vários artistas como Mango, Eugenio Finardi,  Cristiano De André, Roberto Vecchioni, Pierangelo Bertoli e Tazenda, ele lançou seu primeiro álbum também denominado Tomato.
Em 1992, Giorgio e a banda participam do mais importante concurso de música nacional italiano, o Sanremo Music Festival, na categoria calouros com a canção "Sai cosa sento per te". 

### 1996-1998: Avanço na carreira: Max Longhi e Alessandra Valeri Manera
Em 1996, começa a trabalhar com Max Longhi em programas musicais de TV (como Generazione X em Italia 1) e jingles. Eles cuidam dos arranjos de muitas campanhas publicitárias como Always Coca Cola em que Giorgio canta os jingles, mas também Dietorelle, Q8 e Brooklyn.
Em 1998, Giorgio e Max escrevem "Buone verità" para o álbum La mia risposta de Laura Pausini.
Em 1998, Giorgio e Max começam a escrever aberturas de desenhos animados italianos para Alessandra Valeri Manera. Além disso, Max propõe Giorgio para cantar as letras de suas músicas.
A primeira música de desenho animado de Max e Giorgio é o lançamento do Superman no álbum de Cristina D'Avena , Fivelandia 16 .

### 1999-2008: Pokémon, Dragon Ball,Cartunoe carreira musical na televisão
Em 1999 escrevem temas para Pokémon e Dragon Ball cantados por Giorgio. Os desenhos animados japoneses se tornaram um sucesso na Itália e as duas músicas acabam marcando a discografia e a história do artista.
Em 2000, Giorgio compõe e faz seu primeiro dueto com Cristina D'Avena em "Rossana".
Depois, a RTI Music produz vários álbuns de remixes.
Em 2003, eles compuseram "Super Lover - I Need You Tonight" cantada pelo grupo japonês W-inds. No Japão, essa música fez muito sucesso e se tornou disco de platina.

### 2009-2013: shows,Projeto - I cartoni di Italia1eTime Machine - Da Goldrake a Goku
No final de 2010 lança seu primeiro álbum de desenho animado Projeto Giorgio Vanni - I cartoni di Italia1 . Anteriormente, todas as suas canções foram publicadas no álbum e compilação de Cristina D'Avena.
Em 2015, após quatro anos, volta à RTI escrevendo a abertura italiana de Lupin III - L'avventura italiana chamada "Lupin, un ladro in vacanza". Essa música é um dueto com o rapper italiano Moreno.
Algumas mudanças são trazidas para os shows, como (como "Occhi di gatto" e "Lucky Luke") e novas covers como versão acústica de Capitan Harlock.
No dia 1º de agosto o artista lança um videoclipe para a música Pokémon Go (composta com Max Longhi e escrita por Alessandra Valeri Manera) durante o sucesso mundial do jogo homônimo.
Em 21 de julho Giorgio lança "Sole e Luna", dedicada ao anime Pokémon: Sol e Lua.
No dia 18 de abril de 2019, por meio de seu canal social, o artista revela o nome de um novo álbum: Toon Tunz.

## Discografia
- Tomato
- Grande cuore
- Projeto Giorgio Vanni - I cartoni di Italia1
- Máquina do Tempo - Da Goldrake a Goku
- Super Hits - Il meglio del meglio del meglio
- Time Machine Reloaded - Da Goldrake a Goku
- Toon Tunz